# Carl Meinelt
Carl Meinelt (* 30. Mai 1825 in Ilmenau, Großherzogtum Sachsen-Weimar-Eisenach; † 4. September 1900 in Bamberg, Königreich Bayern) war ein deutscher Porzellanmaler und Aquarellist.

## Leben
Meinelt kam am 12. September 1840 nach Bamberg, wo er im Porzellan- und Malinstitut von Carl Schmidt zum Porzellanmaler ausgebildet wurde. 1847 heiratete er die Bambergerin Margarete Zöpfl. Von 1850 bis 1863 war er in Schmidts Unternehmen als Leiter der Porzellanmalerei tätig. Auf der Pariser Weltausstellung 1855 trat er auch selbständig als Porzellanmaler auf und erhielt eine Bronzemedaille. Ferner besuchte er die Londoner Weltausstellung 1862. 1860 gehörte Meinelt zu den Gründern des Männerturnvereins Bamberg und war in dessen Vorstand aktiv.

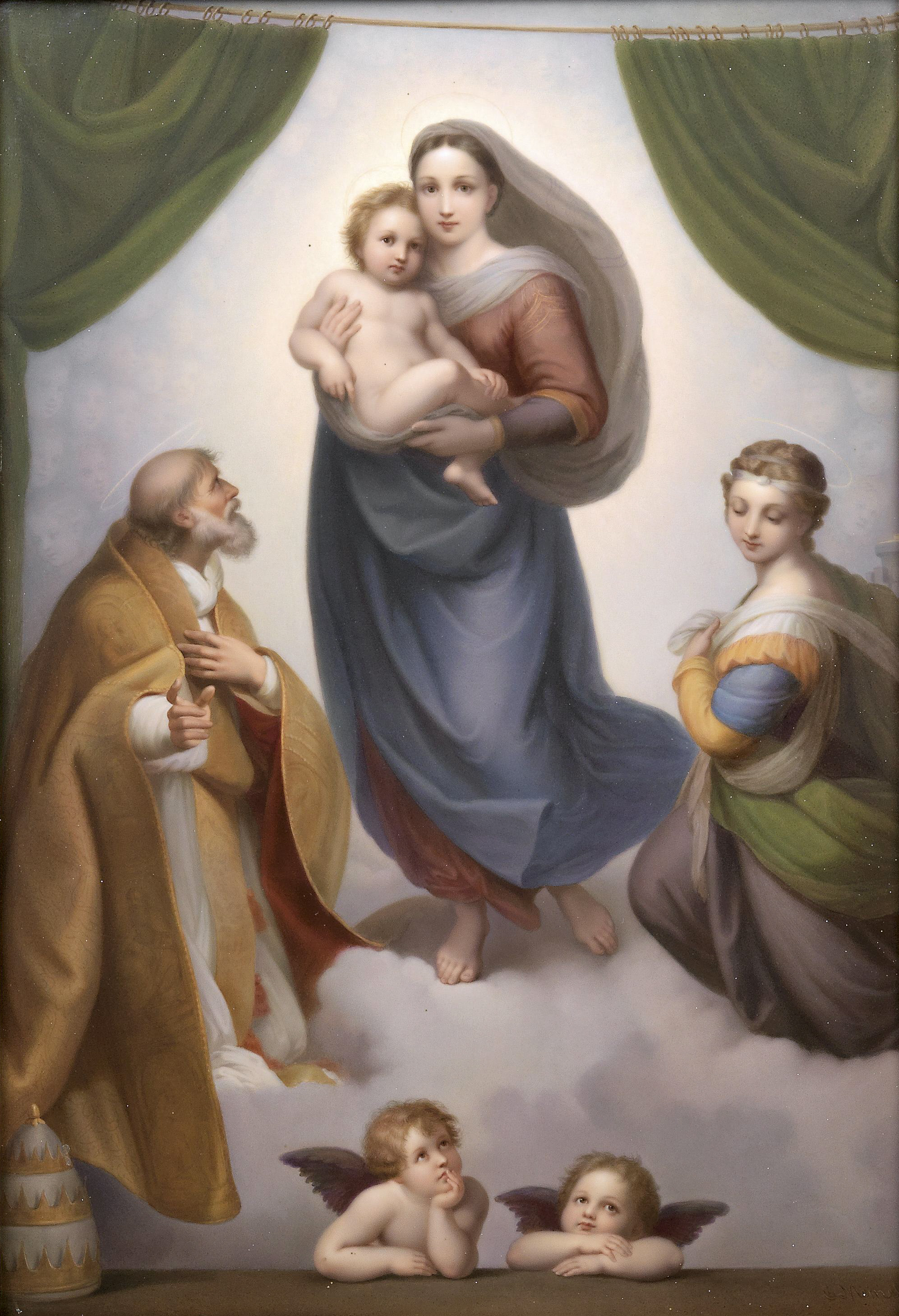
Sixtinische Madonna, Porzellanplattenmalerei um 1860
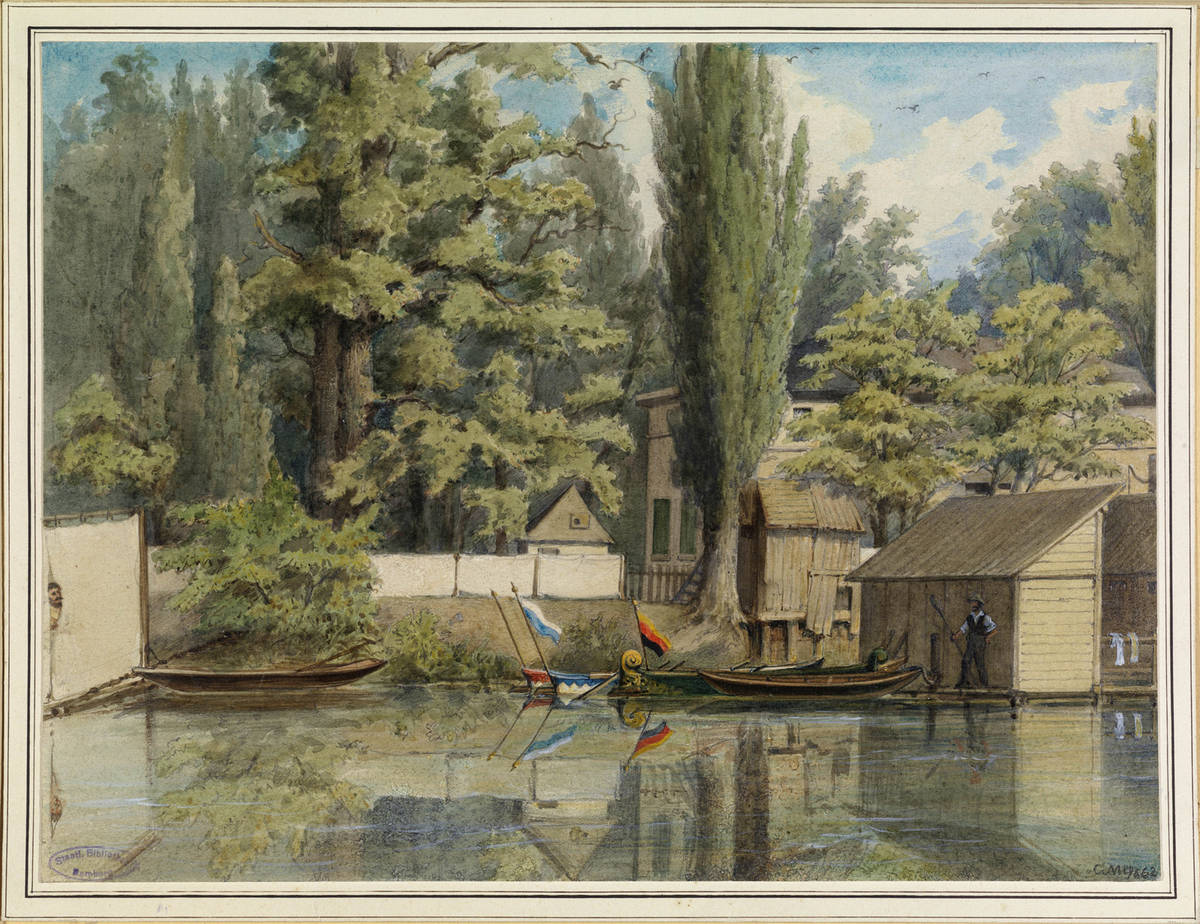
Schwimmschule im Hain, Aquarell 1862
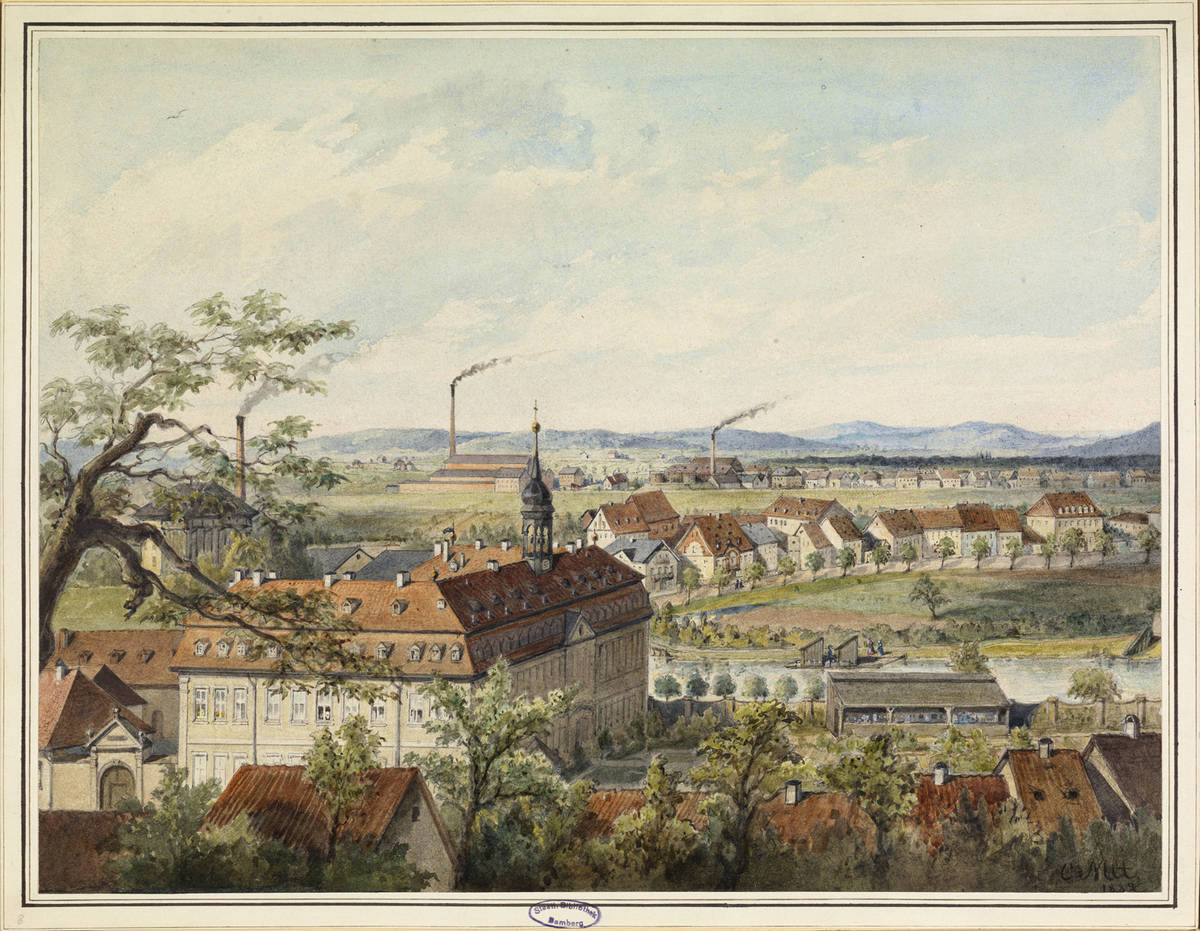
Blick vom Michelsberg, Aquarell 1887